# سم گرسون
سم گرسون (انگلیسی: Sam Gerson; ۳۰ نوامبر ۱۸۹۵ – ۳۰ سپتامبر ۱۹۷۲) کشتی‌گیر اهل ایالات متحده آمریکا بود.